# Praça dos Cristais
A Praça Cívica, mais conhecida como Praça dos Cristais, é uma obra paisagística projetada pelo artista plástico Roberto Burle Marx e seu assistente Haruyoshi Ono. Está localizada no Setor Militar Urbano, em frente ao Quartel General do Exército, em Brasília.
A praça foi inaugurada em 1970, após cinco anos de construção e é um jardim geométrico construído na forma de um triângulo que conta com um espaço de 102 mil metros quadrados, sendo um local ideal para uma tarde de descanso e lazer.

## Concepção da Praça dos Cristais
Sua criação veio de uma inspiração de Burle Marx ao visitar o município de Cristalina. Lá, ele e o assistente encontraram muitos cristais de rocha, ficando encantados. Naquela ocasião, Marx solicitou que fosse desenhado, em concreto, as peças que hoje se encontram no espelho d'água principal, assim representando, por meio da obra, as riquezas existentes no Planalto Central. Além dos cristais, existem também várias “ilhas” que podem ser acessadas por trilhas de concreto. Diversos jardins estão espalhados pelo local. No projeto inicial Burle Marx utilizou 53 espécies de plantas, a maioria nativa do Cerrado. Algumas não sobreviveram, mas outras resistiram e fazem parte do cenário. Um exemplo é o buriti de aproximadamente 12 metros que se encontra no local há quase 40 anos.

## A restauração e conservação do local

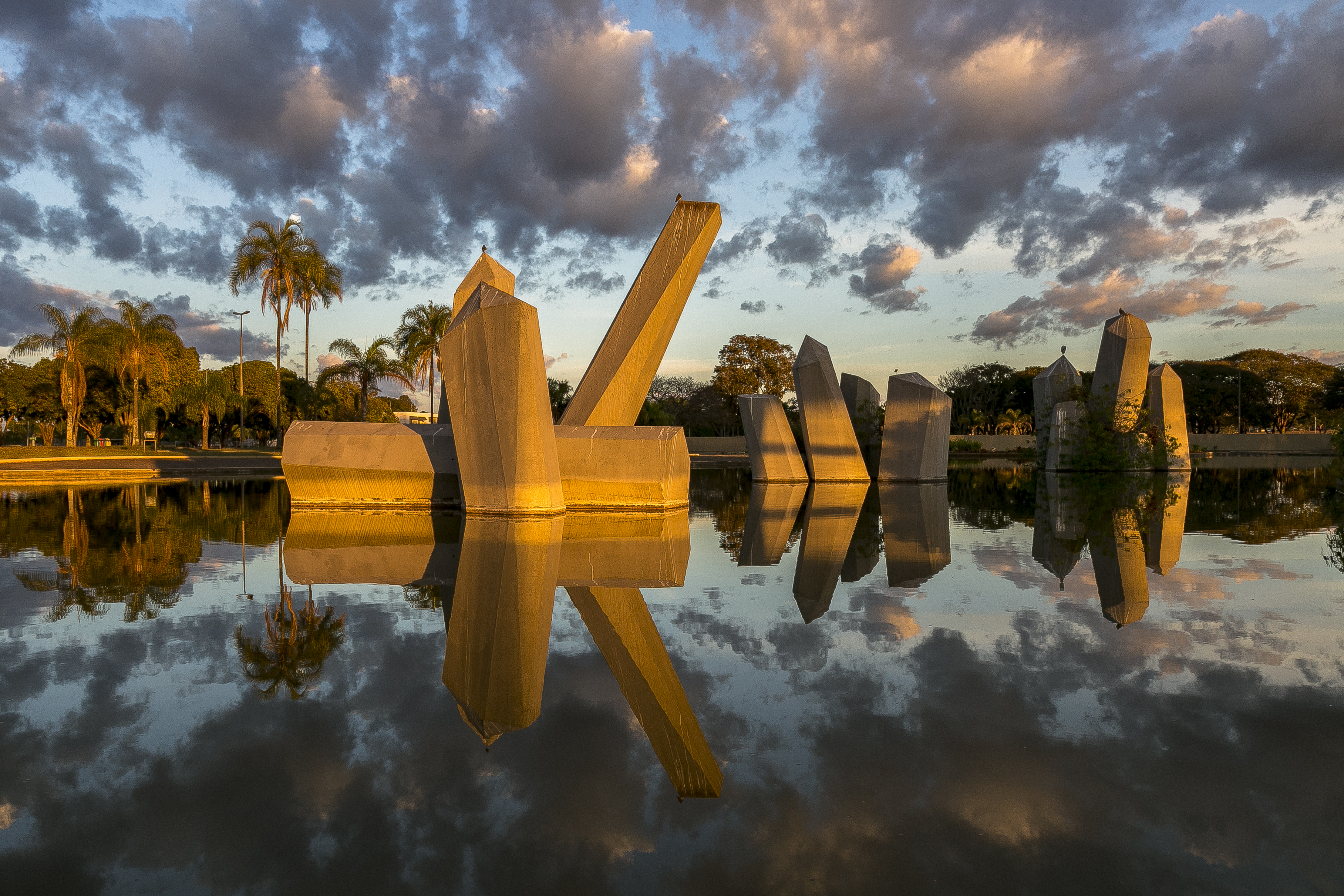
A Praça dos Cristais é chamada assim devido a quatro conjuntos de enormes blocos de concreto que simulam o formato de cristais dentro de um espelho d´água.

A praça não é um local muito conhecido pelos moradores de Brasília, talvez porque esteja distante do movimento das avenidas e cercada pelo silêncio, em frente à Concha Acústica e ao Quartel General do Exército. Sendo assim é pouco visitada e pode-se imaginar que ela não seja bem preservada, porém, os que a conhecem encontram um local bastante conservado. Isso se deve ao fato da praça ter sido restaurada em 2009 e atualmente ser cuidada e patrulhada pelo Quartel General do Exército.
A Praça dos Cristais, que à época tinha 38 anos, ganhou uma restauração por dois motivos: a área foi tombada pelo Instituto do Patrimônio Histórico e Artístico Nacional (IPHAN) e, em 2009, foi comemorado o centenário de Roberto Burle Marx, criador da obra. Essa restauração permitiu a recuperação dos espelhos d'água, que não funcionavam há 20 anos, e que agora contam com diversas espécies de peixes, além de ganhar iluminação que permite a visitação noturna, também assegurada pelas patrulhas militares. A praça conta com bancos para os visitantes se sentarem,apesar de não constarem no projeto original.  